# Paran
Paran är ett berg i Indonesien.   Det ligger i provinsen Aceh, i den västra delen av landet, 1 800 km nordväst om huvudstaden Jakarta. Toppen på Paran är 208 meter över havet.
Terrängen runt Paran är huvudsakligen kuperad, men västerut är den platt. Havet är nära Paran åt nordväst.Runt Paran är det tätbefolkat, med 286 invånare per kvadratkilometer. Närmaste större samhälle är Banda Aceh, 12,5 km öster om Paran. 